# Diego Levis
Diego Sebastián Levis (Buenos Aires, 21 de diciembre de 1954), escritor y docente argentino, doctor en ciencias de la información y especialista en TIC.

## Biografía
Estudiaba arquitectura en la UBA cuando, a mediados de la década de 1970, decidió radicarse en Europa. Residió alternativamente en París, Suecia y Formentera, hasta que se radicó en Barcelona. Mientras estudiaba, trabajó como cocinero, vendedor y fabricante de muñecas. En 1977 obtuvo la licenciatura en Estudios Cinematográficos y Audiovisuales en la Universidad de París VIII. En 1984 se graduó como Licenciado en Ciencias de la Información en la Universidad Autónoma de Barcelona. Se doctoró en la misma disciplina e institución en 1997. En el año 2000 regresó definitivamente a la Argentina.
Ejerció la docencia en las universidades Autónoma de Barcelona, Politécnica de Cataluña, de Gerona y de Vich, en España; y en las universidades de Buenos Aires, de Belgrano, de la Patagonia Austral, del Salvador, de San Andrés, Nacional de Cuyo, FLACSO y la Universidad Argentina de la Empresa, en la Argentina.

## Obra
- Los videojuegos, un fenómeno de masas. Qué impacto produce sobre la infancia y la juventud la industria más próspera del sistema audiovisual. Barcelona: Paidós, 1997. ISBN 84-493-0404-0
- La Pantalla Ubicua. Comunicación en la Sociedad Digital. Buenos Aires: Ciccus/La Crujía, 1999. ISBN 987-97498-3-9.
- La lengua en los medios de comunicación. En colaboración con Débora Chomski. Buenos Aires: Kapelusz, 2000. ISBN 950-13-2424-9
- ¿Hacia la herramienta educativa universal? Enseñar y aprender en tiempos de Internet. En colaboración con Mª Luisa Gutiérrez Ferrer. Buenos Aires: Ciccus/La Crujía, 2000. ISBN 987-97498-7-1
- Arte y computadoras. Del pigmento al bit. Buenos Aires: Norma, 2001. ISBN 987-545-021-9
- Amores en red. Relaciones afectivas en la era Internet. Buenos Aires: Prometeo: 2005. ISBN 987-574-035-7
- Medios informáticos en la educación (a principios del siglo XXI). Diego Levis y Roxana Cabello (Editores). Buenos Aires: Prometeo, 2007. ISBN 987-574-144-2
- La pantalla ubicua. 2.ª edición ampliada. Buenos Aires: La Crujía, 2009. ISBN 978-987-601-049-8

## Entrevistas
- Diario Clarín (2007)
- Diario Página/12 (2006)
- Diario Clarín (2006) Archivado el 22 de marzo de 2009 en Wayback Machine.
- Diario La Nación (2005)

- Datos: Q5806287